# سفيان أحناش
سفيان أحناش (بالهولندية: Soufyan Ahannach)‏ (مواليد أمستردام - 9 سبتمبر 1995)، هو لاعب كرة قدم هولندي. لاعب خط وسط أو جناح، احترف سابقاً في نادي الروضة والنادي العربي السعودي.

## روابط خارجية
- سفيان أحناش على موقع قاعدة بيانات كرة القدم.إي يو (الإنجليزية)
- سفيان أحناش على موقع Soccerway.com (الإنجليزية)